# New jack swing
Il new jack swing, anche detto swingbeat e new jack R&B è un genere musicale che fonde soul, contemporary R&B, hip hop e doo wop estremamente popolare tra i tardi ottanta e i primi anni novanta.

## Definizione e caratteristiche
Il new jack swing nacque quando, nella seconda metà degli anni ottanta, alcuni artisti soul e R&B iniziarono a incorporare nella loro musica influenze hip hop. Come diretta conseguenza, lo stile è molto melodico, presenta i ritmi, i campionamenti e le tecniche di produzione dell'hip hop, nonché parti "rappate". Alti elementi distintivi del new jack swing sono l'approccio che è stato definito "stradaiolo" e accompagnamenti corali. Anziché utilizzare ritmi pre-registrati come era solito fare in quegli anni nell'ambito della musica afroamericana, lo stile sfrutta le ritmiche delle nuove drum machine SP-1200 e Roland TR-808, che vengono usate per creare i ritmi "swing" di derivazione jazz caratteristici dello stile. Oltre alle suddette, il new jack swing presenta influenze funk e doo wop. Dallo stile discende l'urban pop, che ebbe grande successo nei primi anni novanta. I testi delle canzoni new jack swing trattano temi romantici e legati al tema della festa.
Il dizionario della Merriam-Webster definisce il new jack swing come un «genere di musica popolare solitamente eseguito da musicisti afroamericani, che combina elementi di jazz, musica elettronica, smooth jazz, funk, rap e rhythm and blues». L'Encyclopædia Britannica lo definisce invece come «la musica rhythm-and-blues più orientata al pop dopo il Motown del 1960», in quanto «i suoi esecutori erano veri e propri intrattenitori, senza troppe pretese artistiche, mentre i parolieri ed i produttori erano professionisti del settore».

## Storia

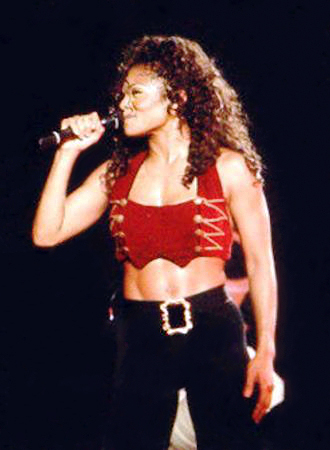
Janet Jackson.

I pionieri e ideatori dello stile furono i Full Force, così come una serie di produttori statunitensi attivi negli anni ottanta come Teddy Riley, da molti considerato il vero inventore della stilistica, il duo Jimmy Jam & Terry Lewis, ex componenti dei The Time di Minneapolis, L.A. Reid e Babyface.
Importante fu la collaborazione tra Jimmy Jam & Terry Lewis,  e Janet Jackson per la realizzazione del terzo album di quest'ultima, Control (1986). Jam e Lewis usarono nella produzione delle batterie hip-hop mescolati ad elementi R&B più morbidi. Nonostante Jackson fosse già famosa da tempo nell'ambito R&B, Control stabilì la sua affermazione trasversale nel mercato della musica pop. Il musicologo Richard J. Ripani, autore di The New Blue Music: Changes in Rhythm & Blues, 1950–1999 (2006), dichiara che Control fu uno dei primi dischi di successo ad influenzare l'ascesa del new jack swing attraverso la fusione di R&B, rap, funk, disco e batterie elettroniche. Il successo di Control, secondo Ripani, colmò il divario pre-esistente tra R&B e rap: «Dato che l'album della Jackson fu pubblicato nel 1986 ed ebbe un enorme successo, è ragionevole pensare che esso ebbe quanto meno un certo impatto sulle produzioni new jack di Teddy Riley.» Anche nei primi dischi dei Mantronix a metà degli anni Ottanta sono ravvisabili elementi new jack.
Il termine "new jack swing" fu coniato nel 1988 da Village Voice nel profilo di Teddy Riley scritto da Barry Michael Cooper. "New Jack" era un termine in slang usato in una canzone di Grandmaster Caz dei Cold Crush Brothers, mentre con la parola "swing" Cooper voleva sottolineare l'analogia con la musica suonata nelle bettole all'epoca di F. Scott Fitzgerald.
Oltre ai sopracitati, molti sono gli artisti specializzati in new jack swing. Tra questi si possono citare Bobby Brown, il cui Don't Be Cruel (1988) è uno dei primi album dello stile, i Boyz II Men, tra o gruppi di maggiore successo dello stile, i New Edition, R. Kelly, i Blackstreet e Keith Sweat. Tra coloro che, invece, hanno abbracciato il genere solo temporaneamente vi sono Whitney Houston e il fratello di Janet Jackson Michael Jackson, che ha approfondito il new jack swing nel suo Dangerous (1991).